# Bulbophyllum unifoliatum
Bulbophyllum unifoliatum é uma espécie de orquídea (família Orchidaceae) pertencente ao gênero Bulbophyllum. Foi descrita por De Wild em 1921.